# اسنیکا (نبراسکا)
اسنیکا(به انگلیسی: Seneca) شهری در ایالت نبراسکا کشور ایالات متحده آمریکا است که جمعیت آن در سرشماری سال ۲۰۱۰ میلادی، ۳۳ نفر بوده‌است.